# Megan Mylan

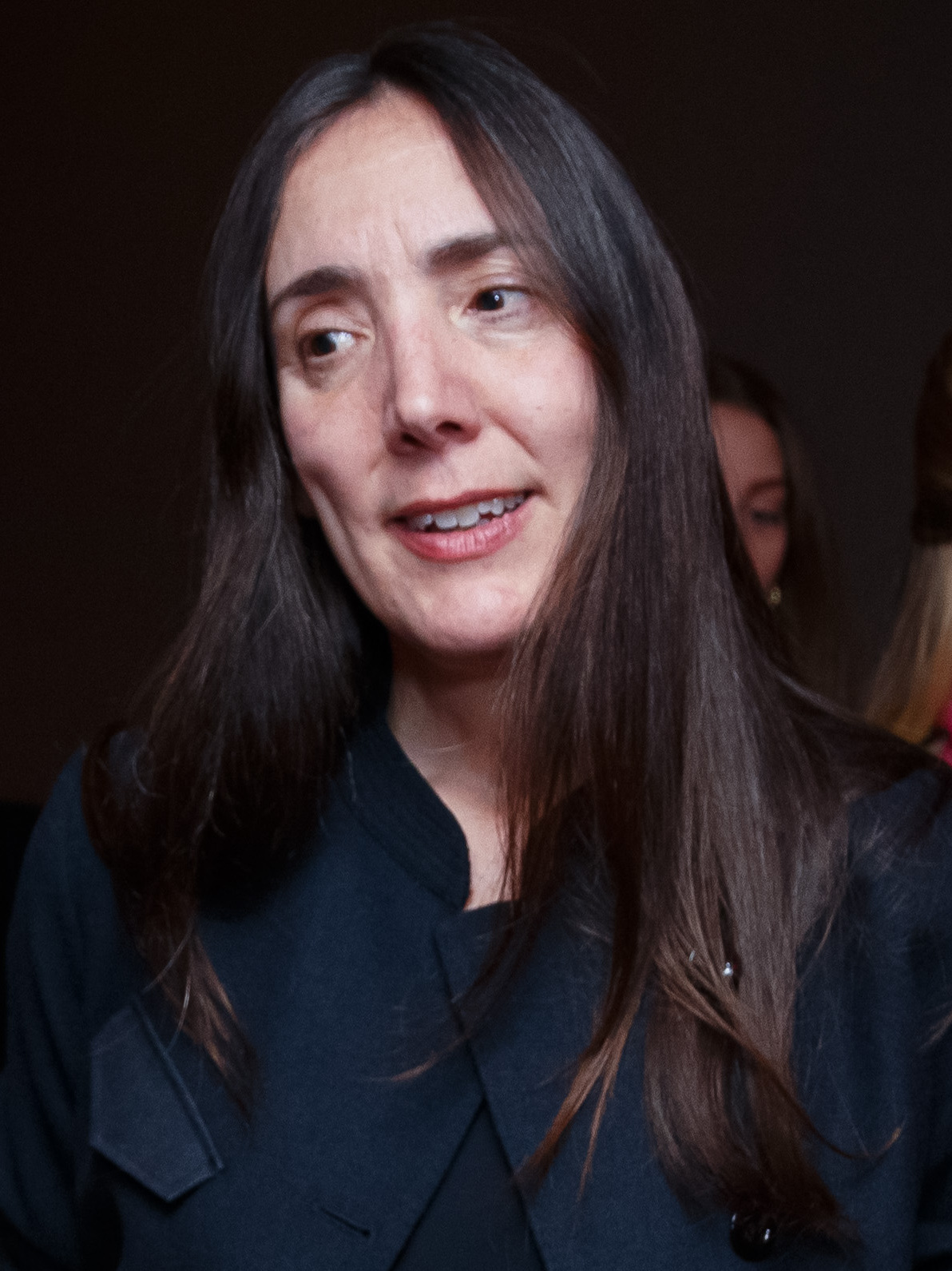
Megan Mylan

Megan Mylan (* 30. Dezember 1969 in Kalifornien) ist eine US-amerikanische Dokumentarfilmerin. Sie gewann mit Smile Pinki 2009 den Oscar für den Besten Dokumentar-Kurzfilm.

## Leben
Megan Mylan wurde in Kalifornien geboren und wuchs in Dallas, Texas auf. Sie besuchte dort die Highland Park High School und machte dort 1988 ihren Abschluss. Anschließend studierte sie Journalismus an der Georgetown University’s School of Foreign Service und wechselte für ihren Master in Journalismus und lateinamerikanische Studien an der University of California, Berkeley.
Megan Mylan beteiligte sich mit Terra Weikel, Nina Grotch und Frances Reid an der Non-Profit-Produktionsgesellschaft für Dokumentarfilme Principe Productions. Ihr erster Dokumentarfilm wurde Batidania über die afrikanische Banda AfroReggae, eine Trommelgruppe aus einem der ärmsten und berüchtigtsten Favelas von Rio de Janeiro. Es folgte 2004 zusammen mit Jon Shenk Vom Sudan nach Houston, Texas: Verlorene Jungs. Die beiden Regisseure gewannen damit den Independent Spirit Award und wurden für den Emmy nominiert.
2008 folgte Smile Pinki, für den Megan Mylan mit dem Oscar ausgezeichnet wurde. 2013 folgten My Little Friends über ein Mehrgenerationenhaus in Mount Kisco, New York, bei dem kleine Kinder und Senioren mit Demenz gemeinsam den tag verbringen sowie Raça zusammen mit Joel Zito Araújo über die Spannungen in Brasilien.
2014 soll After My Garden Grows beim Sundance Film Festival seine Premiere feiern. Der Film handelt von einem jungen Mädchen, das in Indien für ihre Familie Nahrung auf einem kleinen Dachgarten anpflanzt.

## Filmografie
- 1997: Batidania
- 2003: Vom Sudan nach Houston, Texas: Verlorene Jungs (Lost Boys of Sudan)
- 2008: Smile Pinki
- 2013: My Little Friends
- 2013: Raça
- 2014: After My Garden Grows